# Bremer (rzeka w Australii Zachodniej)
Bremer – rzeka w Australii, w południowej części stanu Australia Zachodnia. Ma 84,1 km długości. Wypływa na krawędzi płaskowyżu Yilgarn, w pobliżu miejscowości Jerramungup. Płynie w kierunku południowo-wschodnim. Uchodzi do zatoki Wellstead Estuary Oceanu Południowego. Dopływy rzeki to strumienie Devil Creek oraz Lizzie Creek.
Opady deszczu na obszarze zlewni rzeki znacznie różnią się w poszczególnych latach, co powoduje duże wahania przepływu wody. Głównym sposobem użytkowania ziemi wokół rzeki jest rolnictwo – głównie uprawy polowe prowadzone w sezonie zimowym oraz wypas bydła. Około 80% naturalnej roślinności na tym terenie zostało wykarczowane. Poza wartościami rolniczymi, zlewnia rzeki Bremer ma również wysokie znaczenie dla różnorodności biologicznej. Graniczy z parkiem narodowym Fitzgerald River National Park.
Nazwa rzeki została po raz pierwszy zanotowana w 1919 roku i pochodzi od nazwy pobliskiej zatoki Bremer Bay. Zatoka ta, według przypuszczeń, została nazwana przez gubernatora Jamesa Stirlinga w 1835 roku na cześć Gordona Bremera, kapitana statku HMS Tamar.